# Калининский (Гомельская область)
Калининский (бел. Калініна) (раньше деревня Просмыцкий) — посёлок в Чемерисском сельсовете Брагинского района Гомельской области Белоруссии.

## География

### Расположение
В 13 км на юго-восток от Брагина, 42 км от железнодорожной станции Хойники (на ветке Василевичи — Хойники от линии Калинковичи — Гомель), 132 км от Гомеля.

## Транспортная система
Транспортные связи по просёлочной, затем автодороге Комарин — Хойники. Планировка состоит из короткой прямолинейной улицы меридиональной ориентации. Застройка деревянными домами усадебного типа

## История
Основан в начале XX века переселенцами из соседних деревень на бывших помещичьих землях. С середины 1920-х годов до конца 1930-х годов 2 посёлка: Калинино-1 и Калинино-2. В 1932 году организован колхоз. В 1959 году в составе колхоза «Рассвет» (центр — деревня Чемерисы).
До 16 декабря 2009 года в составе Храковичского сельсовета.

## Население

### Численность
- 2004 год — 6 хозяйств, 9 жителей.

### Динамика
- 1930 год — Калинино-1 — 19 дворов, 111 жителей, в Калинино-2 — 94 жителя.
- 1959 год — 89 жителей (согласно переписи).
- 2004 год — 6 хозяйств, 9 жителей.